# Rue Troyon (Paris)
Pour les articles homonymes, voir Rue Troyon.
La rue Troyon est une voie du 17e arrondissement de Paris, en France.

## Situation et accès

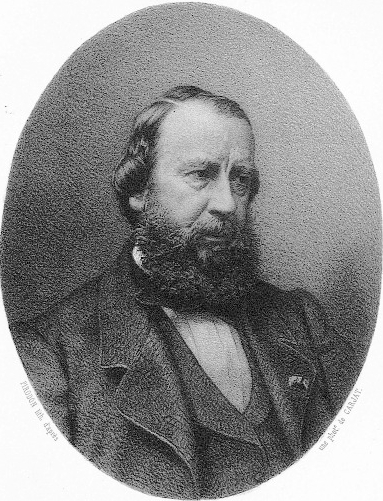
Constant Troyon (1865).

Sur le chemin du marché.

La rue Troyon est une voie publique située dans le 17e arrondissement de Paris. Elle débute au 9, avenue de Wagram et se termine au 12 bis, avenue Mac-Mahon.

## Origine du nom
Elle reçut en 1875 le nom du peintre paysagiste Constant Troyon (1810-1865) qui, a priori, n’habita jamais dans le quartier.
Formé par son père peintre d'ornement à la Manufacture de Sèvres, il présente ses premières œuvres, au Salon de 1833. Il appartient à cette admirable pléiade de paysagistes qui constituaient l’École de Barbizon ; il est surtout connu pour ses scènes réalistes peintes sur le vif, au contact de la nature,.

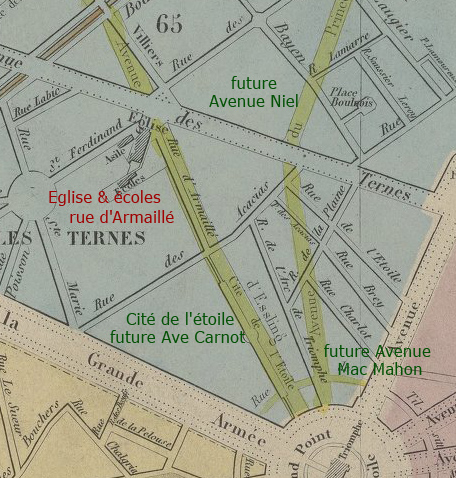
Plan d'Andriveau-Goujon de 1866.

## Historique
Cette rue a été ouverte en 1847 sous le nom de « rue Charlot » car elle fut percée « sur les terrains de M. Charlot, déjà propriétaire du passage qui porte son nom » (aujourd'hui disparu). Une autre rue Charlot existe encore aujourd'hui dans le 3e arrondissement entre la rue des Quatre-Fils et le boulevard du Temple. Elle fut ouverte en 1626 et 1694 son propriétaire d'alors, Claude Charlot, y avait fait bâtir plusieurs maisons au XVIIe siècle.
La rue Troyon allait du boulevard de l’Étoile (mur des Fermiers généraux et future avenue de Wragram), jusqu’à la rue Neuve-des-Dames (actuelle rue de Montenotte).
Au début du XIXe siècle, la rue Troyon, comme ses deux voisines parallèles, la rue Brey et la rue de l'Étoile qui relient entre elles les avenues de Wagram et Mac-Mahon, était peuplée de selliers, de carrossiers et, plus tard, de sous-traitants des nombreuses manufactures d’automobiles qui fleurissaient dans le quartier.
À la fin du XXe siècle, la rue Troyon fut plutôt réputée pour ses salons de massage, ses boîtes de nuit, ses dames galantes et ses voyantes.

## Bâtiments remarquables et lieux de mémoire

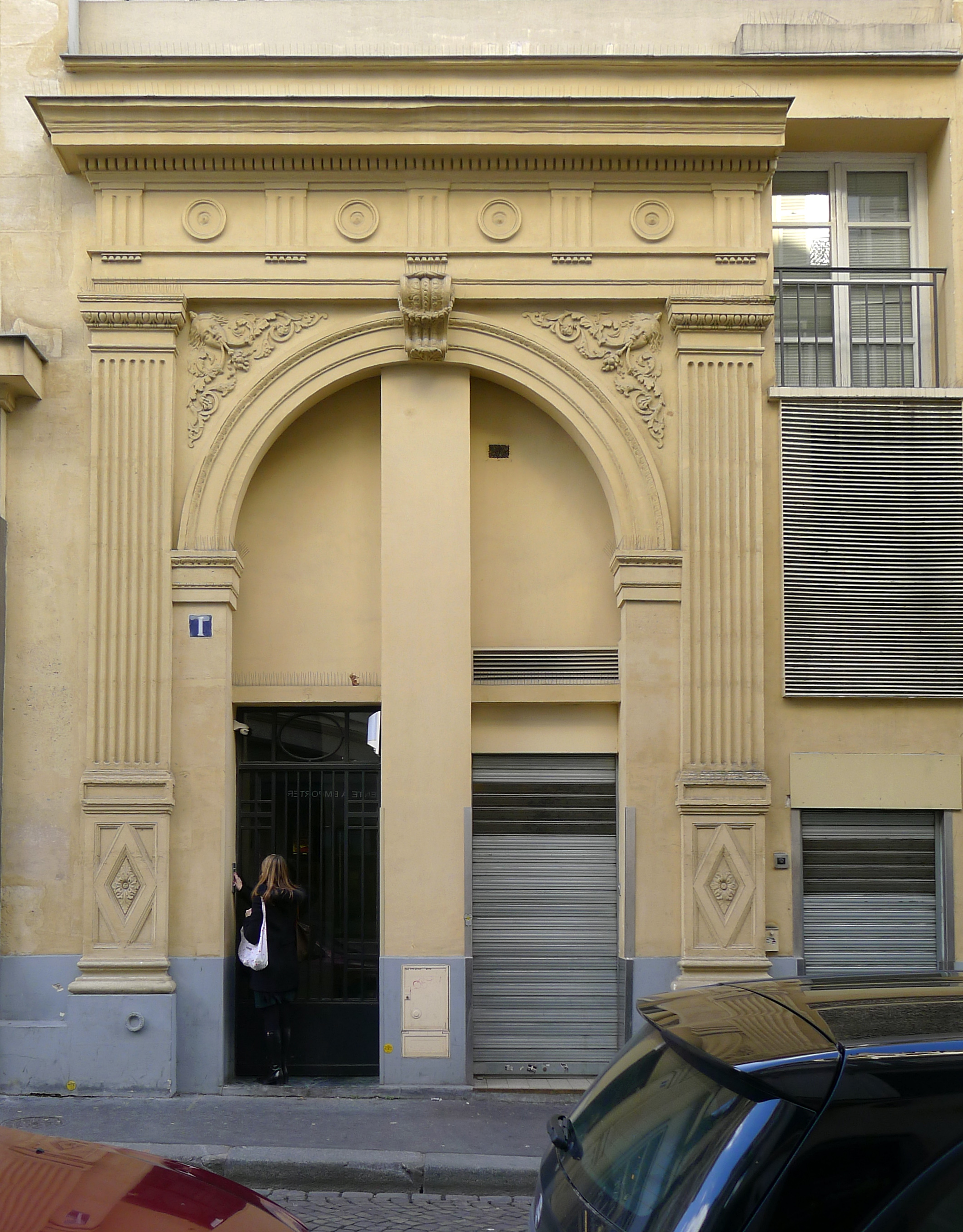
No 1.

- No 1 : entrée de style néo-palladien.
- No 8 : à cette adresse[5] se situait le restaurant Chez Tutulle, qui fut durant la Seconde Guerre mondiale un haut lieu de la Résistance (et du marché noir) affilié au réseau Prosper dont fera partie le poète Armel Guerne (1911-1980). Il y fut arrêté par la Gestapo avec Jean Worms (nom de guerre « Robin ») du réseau Juggler, qui déjeunait avec lui[3].
- No 14 : le Club de l'Étoile est une ancienne salle de théâtre à l'italienne, construite au début des années 1920 et utilisée comme cabaret[6]. En 1930, la salle est transformée en cinéma et prend le nom de Studio de l’Étoile. Pendant l’Occupation, Henri Langlois, voisin du cinéma, utilise la salle  de manière clandestine pour visionner des films alors interdits. Dès octobre 1944, les ciné-clubs reprennent leur activité et le Studio de l’Étoile est rapidement réputé pour sa programmation innovante[7]. En 1985, le Studio de l’Étoile devient le Club de l’Étoile, son nom actuel. Un groupe de professionnels et d’amis du cinéma le rachètent pour en faire une salle de projection privée dans l’esprit des Films 13 de Claude Lelouch[8] et s'ouvre au public autour d’une programmation inédite et de soirées exceptionnelles.

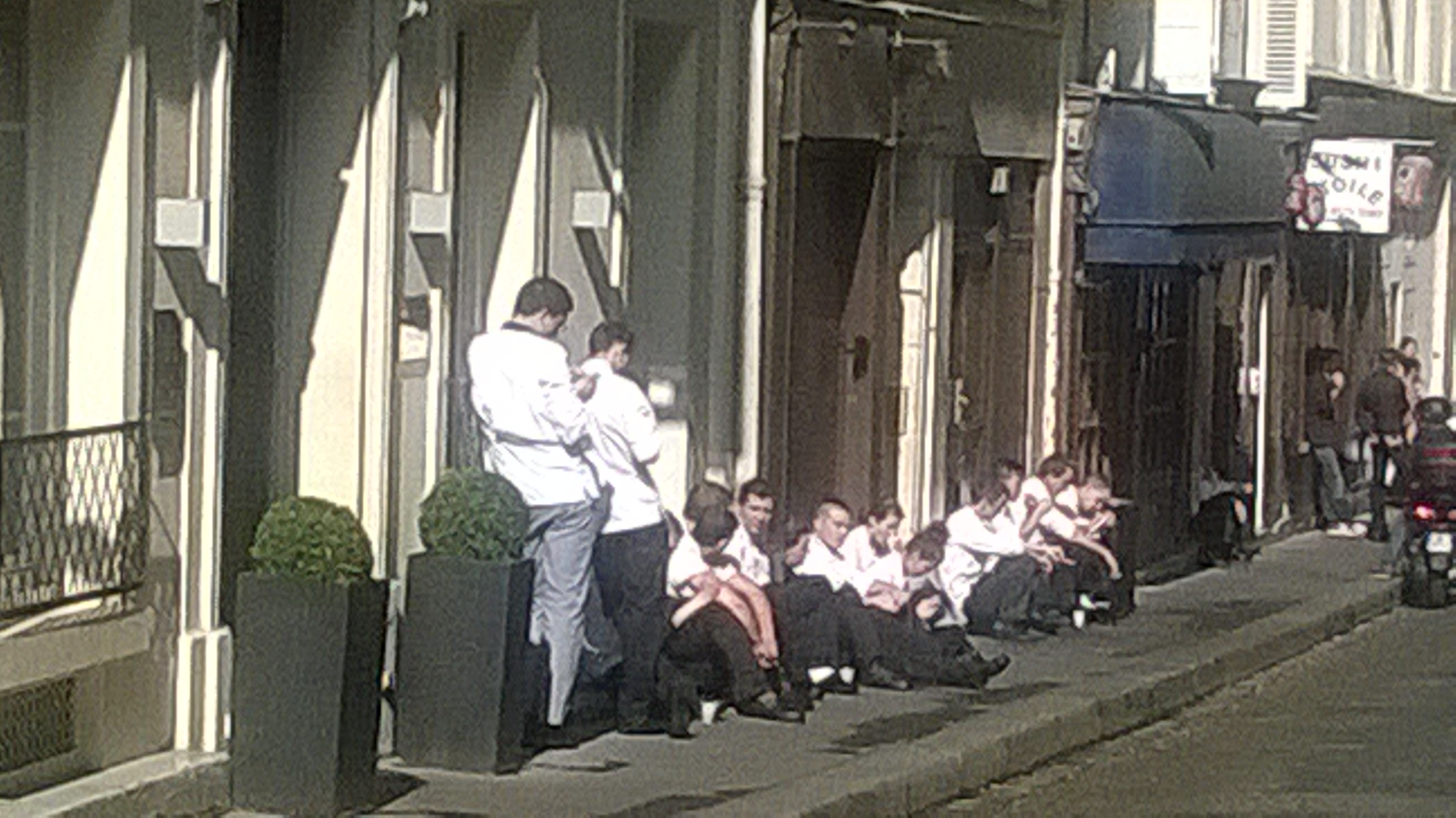
La brigade de Guy Savoy fumant avant le coup de feu.

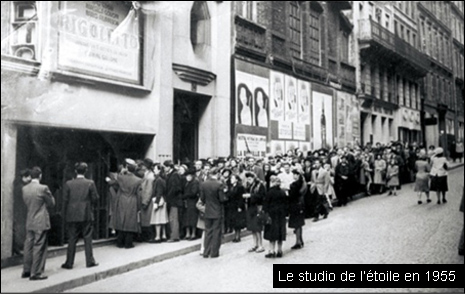
Le Studio de l’Étoile (1955).

- No 18 : auberge gastronomique de Guy Savoy (1987-2015), le seul trois étoiles du guide Michelin dans le 17e arrondissement.
- No 24 : c'est au coin de la rue Troyon qu'à l'automne 1935 Édith Piaf, la petite « chanteuse du bitume », est découverte par Louis Leplée, gérant du luxueux cabaret à la mode, Le Gerny's, et que sa vie bascula quand elle devint l'extraordinaire chanteuse connue dans le monde entier.
- La photographe Germaine Kanova a habité la rue après la Seconde Guerre mondiale[9].